# Gheorghe Harea
Gheorghe Harea (3 februari 1966) is een voormalig profvoetballer uit Moldavië, die gedurende zijn carrière drie interlands speelde voor het Moldavisch voetbalelftal. Hij speelde clubvoetbal voor onder meer FC Tighina-Apoel Bender en Agro Chisinau.

## Interlandcarrière
Harea speelde in totaal drie interlands (één doelpunt) voor het Moldavisch voetbalelftal in de periode 1991-1998. Hij maakte op 2 juli 1991 het tweede doelpunt uit de geschiedenis voor zijn vaderland, al betrof dat een officieus – want niet door de FIFA erkend – duel: Moldavië-Georgië (2-4). De eerste Moldavische treffer in die wedstrijd kwam op naam van Alexandru Spiridon.